# 뉴스포커스 (연합뉴스TV)
《뉴스포커스》는 평일 오전 9시 40분에 방송되는 연합뉴스TV의 오전 뉴스 프로그램이다.

## 경쟁 뉴스 프로그램
- KBS 930 뉴스 (KBS 1TV)
- 지구촌 뉴스 (KBS 2TV)
- 930 MBC 뉴스 (MBC TV)
- SBS 10 뉴스 (SBS TV)
- 뉴스LIVE (YTN)